# Torpedo tremens
Torpedo tremens là một loài cá thuộc họ Torpedinidae. Nó được tìm thấy ở Chile, Colombia, Costa Rica, Ecuador, và Peru.